# Away from Me
«Away from Me» es el primer sencillo de la banda estadounidense de metal alternativo Puddle of Mudd en su segundo álbum Life on Display.  Wes Scantlin mencionó en una entrevista con VH1 que "Away from Me" fue escrito acerca de cómo fue mentido y engañado en una relación.
Un video musical fue creado para la canción, y se puede encontrar en Life on Display cuando se inserta en la unidad de CD de una computadora. La canción es también uno de Puddle of Mudd de las canciones más exitosas, trazando el más alto de cualquier canción en la vida en la pantalla del álbum. Se alcanzó el # 1 en el Mainstream Rock Tracks chart, donde se mantuvo durante tres semanas, además de llegar a # 5 en el Modern Rock Tracks chart, y # 72 en el Billboard Hot 100 . Fue ofrecido en un episodio de The OC en 2004.

## Sencillo
US Promo Only
| N.º | Título                                        | Duración |  |
| 1.  | «Away From Me (Radio Edit)» (Wesley Scantlin) | 4:00     |  |

Europe Promo Only
| N.º | Título                         | Duración |  |
| 1.  | «Away From Me (Radio Edit)»    | 4:00     |  |
| 2.  | «Away From Me (Album Version)» | 3:58     |  |

UK Limited Edition 7" Blue Vinyl
| Side A |                             |          |  |
| N.º    | Título                      | Duración |  |
| 1.     | «Away From Me (Radio Edit)» | 4:00     |  |

| Side B |                   |          |  |
| N.º    | Título            | Duración |  |
| 1.     | «Life Ain't Fair» | 3:45     |  |

UK Maxi Single
| N.º | Título                                                          | Duración |  |
| 1.  | «Away From Me (Radio Edit)»                                     | 4:00     |  |
| 2.  | «Bleed (Non-LP Track)» (Scantlin, From The Punisher: The Album) | 3:37     |  |
| 3.  | «Blurry (Live Acoustic Version)»                                | 4:11     |  |
| 4.  | «Away From Me (Video)» (Director: Dean Karr)                    | 3:59     |  |

UK Enhanced Single
| N.º | Título                                                          | Duración |  |
| 1.  | «Away From Me»                                                  | 4:01     |  |
| 2.  | «Bleed (Non-LP Track)» (Scantlin, From The Punisher: The Album) | 3:37     |  |
| 3.  | «Control (Acoustic Version)» (Scantlin)                         | 4:07     |  |
| 4.  | «Away From Me (Video)»                                          | 3:59     |  |

## Posiciones
| Lista (2003)                          | Posición |
| ------------------------------------- | -------- |
| U.S. Hot Mainstream Rock Tracks       | 1        |
| U.S. Billboard Hot Modern Rock Tracks | 5        |
| U.S. Billboard Hot 100                | 72       |
| UK Singles Chart[cita requerida]      | 55       |